# Trattato dell'Aia (1701)
Il trattato dell'Aia venne firmato il 7 settembre 1701 da Regno d'Inghilterra, Sacro Romano Impero e Repubblica delle Sette Province Unite.
L'accordo, negoziato da Guglielmo III d'Inghilterra, venne firmato dall'imperatore Leopoldo I e dai delegati olandesi.
Ai sensi del trattato Filippo V veniva ufficialmente riconosciuto come re di Spagna e Olanda e Inghilterra mantenevano i loro diritti commerciali in Spagna. Inoltre l'Austria acquisiva i possedimenti spagnoli in Italia e i Paesi Bassi del Sud.
I firmatari dell'accordo, infine, stabilivano un'alleanza difensiva contro la Francia.